# Ivánc, Vas
Ivánc  este un sat în districtul Körmend, județul Vas, Ungaria, având o populație de 713 locuitori (2011). 

## Demografie
Componența etnică a satului Ivánc
     Maghiari (95,95%)
     Germani (3,24%)
     Sloveni (0,81%)
Componența confesională a satului Ivánc
     Romano-catolici (59,61%)
     Reformați (3,37%)
     Fără religie (1,96%)
     Necunoscută (34,22%)
     Luterani (0,84%)
     Alte religii (0,42%)
Conform recensământului din 2011, satul Ivánc avea 713 locuitori. Din punct de vedere etnic, majoritatea locuitorilor (95,95%) erau maghiari, cu o minoritate de germani (3,24%).  Din punct de vedere confesional, majoritatea locuitorilor (59,61%) erau romano-catolici, existând și minorități de reformați (3,37%) și persoane fără religie (1,96%). Pentru 34,22% din locuitori nu este cunoscută apartenența confesională.